# Virrey del Pino

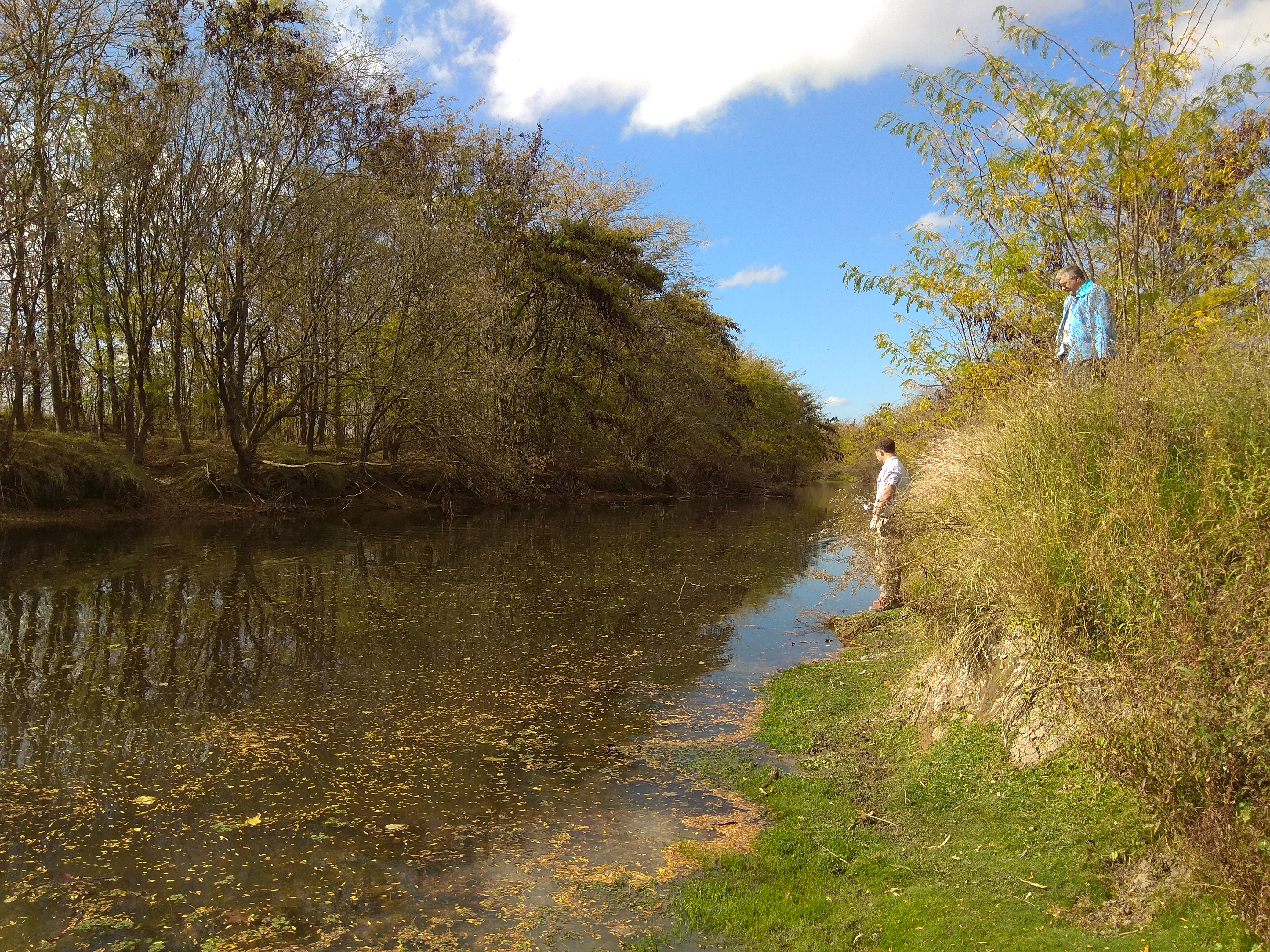
Foto do centro documental de ACUMAR

Virrey del Pino é uma cidade da Argentina, na situada na província de Buenos Aires, localizado na área metropolitana de Gran Buenos Aires.